# Обра
Обра (пол. Obra) — річка в Польщі, ліва притока Варти.
Довжина 164 км. Ділиться на 4 рукави (канали): Північний, Північний та Центральний Обжанські канали і Мосинський канал.
Притоки: Шарка.